# Sculptures du Kong Wang Shan
Les sculptures du Kong Wang Shan  (chinois : 孔望山 ; pinyin : kǒng wàng shān) (« Montagne
où [Maître] Kung (Confucius) regardait [la mer]») se trouvent en république populaire de Chine, au sud-ouest du port de Lianyungang, sur la mer Jaune et à 440 km au nord de Suzhou, au Jiangsu.
De nombreux indices iconographiques et textuels convergent pour y voir des signes de la présence du bouddhisme à l'époque des Han orientaux dans cette région. Et comme le Bouddha était alors associé à des figures majeures du taoïsme religieux qui se constituait aussi à cette époque, il n'est pas étonnant de reconnaître dans cet ensemble des figurations taoïstes dont celle de la Reine-Mère de l'Ouest, Xiwangmu, une figure très populaire du taoïsme d'alors.

## Une redécouverte, en 1980
Ces sculptures, pour l'essentiel des reliefs, étaient connues mais ont été examinées avec plus d'attention en 1980. La présence de l'image d'un crapaud et de personnages présentant des offrandes ou dansant, avaient fait tout d'abord classer cet ensemble parmi les bas-reliefs Han illustrant des thèmes confucéens. Mais, à proximité du « crapaud », la sculpture en ronde-bosse d'un éléphant a attiré l'attention des spécialistes, car il s'agit là d'un thème largement lié au bouddhisme. Les savants ont alors reconnu des figures incontestablement bouddhiques sculptées en bas-relief parmi d'autres. Cependant la datation du Ier siècle proposée alors a surpris, car l'apparition ancienne du bouddhisme correspondait à des sources chinoises datant des Han de l'Ouest, au IIe siècle. Les datations proposées depuis reviennent à cette période des Han de l'Ouest, ou aux IIe – IIIe siècles.

## Description
Chaque figure de cet ensemble est identifiée par une référence constituée d'une lettre et d'un nombre. Un dessin réalisé par les archéologues chinois en 1980 permet de repérer ces références à côté des sculptures.
Ces sculptures se présentent comme un ensemble de 105 images en relief sur la roche-mère de la montagne, mise à nu à cet endroit escarpé. La montagne est constituée de roche métamorphique, du gneiss, et éventuellement  du granite. Le granite se dégrade en surface sur la longue durée, ce qui pourrait expliquer l'usure prononcée de certaines parties. Les sculptures sont réparties sur un espace relativement limité, de 8 mètres de haut par 17 mètres de large, mais ces reliefs ne présentent nullement une continuité, comme cela se produit aussi pour la plupart des ensembles de gravures rupestres. Elles se situent sur différents plans et à des niveaux différents. Elles ne présentent pas l'aspect continu et linéaire d'une frise.
Ce sont donc 105 images sculptées. Dans la plaine en contrebas, plusieurs gros rochers sont sculptés en forme d'animaux et en d'autres formes, et semblent associés à cet ensemble, dont un éléphant, traité en ronde-bosse dans un gros rocher isolé, et un crapaud, traité en relief sur un autre rocher isolé.
L'historienne d'art Marylin Martin Rhie, en 1999, qui reconnait que les rochers et les reliefs sont déconcertants (puzzling), précise néanmoins que des figures bouddhistes et d'autres, issues des religions populaires - elle entend par là le taoïsme populaire - sont associées à des laïques.
La sinologue Anne Cheng, en 2018, qui s'appuie sur des références universitaires reconnues, montre que de nombreuses figures peuvent être des divinités, des êtres humains et même des animaux. Dans cet ensemble, elle signale que des universitaires ont cru pouvoir reconnaitre le Bouddha debout, le Bouddha assis et le Bouddha en parinirvana. Quant aux représentations d'animaux isolés, l'éléphant semble peut-être d'inspiration indienne, et le crapaud, peut-être d'inspiration taoïste.
Angela Falco Howard, en 2006,  et Marylin Martin Rhie évoquent, au centre de cet ensemble, la Reine-mère de l'Ouest (Xiwangmu), divinité taoïste qui est souvent représentée, à cette époque, assise en tailleur ou dans la position du lotus, les mains dans les manches de son habit, un vêtement traditionnel des Han. Marylin Martin Rhie reprend, à ce propos, l'interprétation faite en 1982 de la figure qui domine tout l'ensemble (X68),. À propos de ces proximités entre images bouddhiques et images taoïstes, Angela Falco Howard signale que les Taoïstes considéraient le Buddha comme une manifestation de Lao Tseu et qu'ils se sont approprié aussi certaines images bouddhiques.
L'un des personnages (X76), situé à droite, est identifié comme une image du Bouddha par Marylin Martin Rhie et Anne Cheng. Ce personnage est assis dans la position du lotus. Il a la main ouverte, paume tournée vers nous, ce qui semble être le geste de l'absence de crainte (abhaya-mudrā). Nicolas Zuffery interroge cette interprétation, en effectuant la comparaison avec un bas-relief similaire de la colline de Mahao (Sichuan, datée du IIe – IIIe siècle) mais où le nimbe est soigneusement taillé, comme sur les premières images du Bouddha dans l'empire Koushan, y compris sur le monnayage de Kanishka marqué BODDO. Notons que la plus ancienne représentation confirmée de Bouddha, sur le reliquat de Bimaran est daté 50 de notre ère. Il n'est pas impensable que des images similaires circulaient dans le milieu des commerçants. Une autre figure, mais debout (X2), fait le geste de l'abhaya-mudrā, canoniquement fixé, de la main droite. Cette figure, à la gauche de l'ensemble sculpté, n'a pas plus de nimbe ou d'auréole que le précédent. Cette figure tient un objet dans la main gauche. Martin Rhie l'identifie comme étant une autre représentation de Bouddha.
Notons qu'un money-tree daté de la fin du IIe siècle et découvert au Sichuan, à Mianyang, porte une image identifiée comme un bouddha, dépourvu, lui aussi, d'auréole. 
Parmi les autres personnages, la possibilité d'une scène à nombreux personnages s'est présentée aux sculpteurs dans un espace de roche offrant un angle, verticalement, avec un vaste bloc horizontal reliant ces deux plans verticaux (X4 - X60). Cet espace permet d'évoquer une scène. Un grand nombre de visages les uns à côté des autres sont ainsi gravés sur les côtés verticaux, comme s'ils assistaient à ce qui se passe sous leurs yeux, sur le bloc horizontal qui a pris la forme d'un personnage allongé, Bouddha lors de son parinirvana . D'autres scènes ont suggéré des épisodes légendaires de la vie de Bouddha (les jātaka).
Enfin deux figures non religieuses portent des coiffes de militaires Han (X1 et X66). X1 est à l'extrême gauche, assis en position frontale avec les mains glissées à l'intérieur de ses manches. Selon le spécialiste chinois Li Hung-fu, il s'agirait d'un "gardien" qui tiendrait un bouclier devant lui. Quant à l'autre militaire, vu légèrement de profil et dans une pose formelle de respect, il est accompagné d'un serviteur qui tient un mortier médicinal, où Li Hung-fu voit qu'ils font à leur maître le vœu d'une longue vie.

## Iconographie mixte: bouddhiste et taoïste. Datation
Selon l'historien Tansen Sen (Université de New York Shanghai, spécialiste des relations inter-asiatiques) ces figures de la fin du IIe siècle semblent attester la présence d'adeptes du bouddhisme, étrangers à la Chine. Le fait qu'elles soient entrecoupées de motifs taoïstes, indique l'amalgame précoce des enseignements bouddhiques avec les conceptions autochtones. Selon l'historien d'art Wu Hung, qui reconnait la difficulté de dater ces gravures, les figures à caractères bouddhiques sont bien mêlées à un autre groupe. Ce dernier groupe porte les costumes traditionnaux chinois et tient des instruments rituels. Il s'agirait de divinités taoïstes qui étaient souvent adorées avec le Buddha à l'époque des Han de l'Est. La juxtaposition de figures de la Reine-mère de l'Ouest, Xiwangmu, et de Buddha, quasiment juxtaposés ici, se rencontrent aussi au nord-est du Shandong, dans la tombe située à Yinan (datée de la seconde moitié du IIe siècle). L'historien d'art Wu Hung a d'ailleurs montré l'interchangabilité des figures du Buddha et des divinités taoïstes à cette époque. 
Les collines du mont Kong Wang abritent une grande plateforme empierrée et une stèle disparue qui est mentionnée dans les textes anciens comme celle du temple de la mer de l'Est, construit en 172. Des spécialistes en ont conclu que les gravures auraient été une partie du temple taoïste, un lieu important mentionné dans de nombreux textes taoïstes.
Il s'agirait donc bien, au Kong Wan Shan, des vestiges d'une iconographie bouddhique et taoïste. De l'avis de certains érudits chinois [non précisés par Martin Rhie], le site semble dater de la dernière partie de la dynastie des Han orientaux, au cours de la seconde moitié du IIe siècle. Mais cette proposition est discutée par Nicolas Zuffery car il remarque la grande hétérogénéité des figures, dont certaines ne seraient pas si anciennes. Ce dernier auteur suggère que plusieurs générations de sculpteurs ont travaillé sur ce site, comme cela s'est fait sur les sites de Luoyang (Longmen, après 494 et, pour l'essentiel, jusqu'au Xe siècle) et Dunhuang (Mogao : des Wei du Nord (386-581) aux Yuan (1279-1368)). La datation reste donc une question sans réponse définitive.

## Contexte et sources chinoises

### Présentation générale du contexte des sculptures et de l'introduction du Bouddhisme en Chine
Pour l'historien Tansen Sen, l'introduction du bouddhisme en Chine est le signe de relations diplomatiques et commerciales entre l'Inde et la Chine. Des objets, des pratiques bouddhistes sont bien attestées en Chine au premier siècle de l'ère commune. Il existait deux ensembles de routes commerciales et diplomatiques entre la Chine et le monde Indien, l'un par voies de terre qui contournait par le nord ou par le sud le Taklamakan et l'autre par voies de mer,. Celui par voie de mer aboutissait en Chine, au Sud à Guangzhou (Canton) et au Nord à Hangzhou.
La mention du Bouddha apparait dans une légende reprise dans de nombreux textes. C'est dans le plus ancien qui se trouve dans la préface du "Sūtra en quarante-deux articles", rédigée autour du IIe siècle, que l'on rencontre le songe de l'empereur Ming des Han postérieurs (28-75). La capitale des Han orientaux était à Luoyang). Dans ce songe mis par écrit apparait, "sous les traits d'une divinité volante et dorée", un être que les conseillers interprètent comme étant le Bouddha. « Une légende et une fiction, mais nécessaire car en Chine on ne peut croire quoi que ce soit si ça n'est pas fondé sur un texte ». L'empereur décide d'envoyer une délégation afin que l'on rapporte des informations sur cet être merveilleux. Elle reviendra avec le premier recueil bouddhique en Chine, le Sūtra en quarante-deux sections, et les deux premiers moines étrangers qui vont effectuer sa traduction.
Ce mouvement de la Chine vers l'extérieur et la translittération du sanscrit qu'il implique depuis des textes transmis par tradition orale dans l'Inde « auto-centrée », est un moment de la plus grande importance dans la façon dont la Chine se représente elle-même. C'est la première fois qu'elle prend conscience non seulement qu'il existe d'autres centres de « civilisation », mais qu'il existe d'autres langues qui sont aussi sacrées que la leur. C'est la première fois dans l'histoire de la Chine que des Chinois s'intéressent à la traduction d'un texte étranger, travail de traduction qui est d'ailleurs réalisé avec le concours d'étrangers.
À part le rêve de l'empereur et l'arrivée du Sūtra, un document politique fait explicitement la première allusion au bouddhisme. Il concerne le roi Ying de Xu (52-71), et se trouve dans le Hou Han shu, le Livre des Han postérieurs. Le royaume Xu de ce prince Ying correspondait à une province (zhou (州，洲)) de la dynastie Han, temporairement principauté autonome sous les Han orientaux (23-220). Ce territoire s'étendait depuis le sud du Shandong jusqu'au nord du Jiangsu actuels . La capitale, Pengcheng (Xuzhou), se trouvait alors à proximité de la Suzhou actuelle. Les faits se passent précisément dans une des régions où se fonde à cette époque le taoïsme religieux. Cette région se trouve juste au sud du Shandong qui est la patrie de Confucius, et à l'extrémité Est de la plaine centrale de Chine. Situé au sud du Shandong, le Kong Wang Shan se trouvait donc sur son territoire.  
Le texte évoque le fait que le prince Ying a envoyé une rançon à l'empereur pour se faire pardonner d'une faute grave. Mais comme l'empereur a pu constater la qualité de cette démarche qui évoque des pratiques taoïstes et bouddhistes, une part de la rançon est remise au roi pour qu'il subvienne à l'entretien d'une communauté bouddhique. Le texte emploie, pour la première fois, des termes associés au bouddhisme translittérés du sanscrit en chinois. Ce qui atteste, plus clairement que dans le rêve, de la présence du bouddhisme au premier siècle dans cette région.
C'est aussi cette région que le Hou Han shu décrit comme une base importante du taoïsme religieux, lequel est en train de se constituer en tant que mouvement religieux. Outre ces mentions dans les textes, c'est toujours dans cette région, autour de Shuzhou, que devait éclater, en 184, la révolte des Turbans jaunes, lancée par le fondateur de la secte taoïste Taiping. 
Pengcheng et toute la région comprise entre le fleuve Jaune et la mer au sud du Tai'shan était un centre du taoïsme sous les Han. Par ailleurs, à cette époque et dans les textes, le Bouddha est associé à une expression qui se rapporte à deux figures centrales du taoïsme, l'Empereur Jaune et Lao Tseu. Comme l'indique Henri Maspéro cette expression désignait Lao Tseu divinisé, lequel deviendrait la divinité principale pour la secte des Turbans Jaunes. Donc, entre 52 et 71 on est assuré du culte conjoint de Buddha et du taoïsme.
Pencheng et sa région deviendront au IIe siècle un foyer du bouddhisme naissant avec des chinois convertis, dont des familles riches. Or c'est à 50 km de Pengcheng (Xuzhou) que l'on rencontre les très anciennes sculptures gravées du Kong Wang Shan. 
Cette montagne, le Kong Wang Shan, s'appelle ainsi car « Kong » fait allusion à l'histoire selon laquelle Kong (Confucius) aurait gravi cette montagne pour apercevoir la mer : Kong Wang Shan / « Confucius regarde vers [la mer] ». Cette montagne était effectivement au bord de la mer, au moins jusqu'à la fin de la dynastie Han.

### L'arrivée du bouddhisme en Chine. Détails

#### La légende: le rêve de l'empereur Ming
Un grand nombre de textes chinois, dont le plus ancien étant la préface du Sūtra en quarante-deux articles, mentionne la légende selon laquelle l'empereur Mingdi (r. 58-75) aurait eu un rêve où est mentionné le Bouddha. Dans cette préface le rêve est ainsi décrit (selon la traduction qu'en a donné Henri Maspero en 1910 et qui fait référence:

« Préface du Sūtra en quarante deux articles : Autrefois l'empereur Ming des Han, une nuit, vit en rêve un dieu dont le corps avait la couleur de l'or, et la nuque l'éclat du soleil, et qui volait dans sa chambre ; et il en était fort réjoui. Le lendemain il interrogea ses fonctionnaires :« Quel est ce dieu ? » Il y eut le savant Fou Yi qui dit : « Votre sujet a entendu dire que dans l'Inde, il y a un homme qui a atteint le Tao, et qui est appelé Buddha ; par sa légèreté, il est capable de voler. N'est-ce pas ce dieu ? » Alors l'empereur, ayant compris, envoya aussitôt douze hommes, l'ambassadeur Tchang K'ien, le yu-lin tchong-lang-tsiang [chef des gardes] Ts'in King, le po-che ti-tseu [étudiant] Wang Tsouen etc., au royaume des Ta Yue-tche [ou Yuezhi : ici empire Kouchan]. Ils reçurent par écrit le Sūtra en quarante-deux articles, (qui fut placé) dans la quatorzième enveloppe de pierre [note de H. Maspero : « Il est possible que le texte soit altéré (...) »]. On éleva des stūpas et des monastères. Alors la Loi se répandit ; en tous lieux, on éleva des monastères du Buddha. Les gens des pays éloignés qui se convertirent et demandèrent à devenir sujets de l'empire, on n'en peut dire le nombre. L'empire était en paix à l'intérieur. Tous ceux qui eurent connaissance (de ce sūtra), le reçurent respectueusement ; jusqu'aujourd'hui il a été conservé sans interruption. » . »
Une autre version, qui serait datée de la fin des Han orientaux, dans le Meou Tseu. Dialogues pour dissiper la confusion (argument 21), évoque le rêve, son interprétation - mais ici l'empereur semble atteindre l'Éveil bouddhique - et l'expédition (ici les émissaires écrivent le texte, ce qui peut paraître étonnant), puis son retour. Il décrit également le fait que le temple contenait un stupa (ce mot chinois servit ensuite à désigner les pagodes). À différents endroits du palais « on fit des statues du Buddha », et comme l'empereur se faisait construire son mausolée, il fit placer aussi une statue du Buddha au dessus,.
Enfin une autre version, parmi bien d'autres, se trouve à la fin du Wei shu, Livre des Wei (une compilation du VIe siècle, dans la section Shi Lao [ Shakyamuni - Lao Tseu ]. Cette version modifie peu de chose. L'expédition est envoyée pour copier les écritures canoniques laissées par le Buddha. L'ambassadeur est accompagné des moines, vraisemblablement indiens, et il s'en retourne vers la capitale, Luoyang. Dans ce texte ces moines sont présentés comme les premiers en Chine avec les premières prosternations devant le Buddha. L'ambassadeur avait obtenu un sutra en 42 sections et une statue en pied de Shakyamuni. L'ambassadeur chargea le sutra sur un cheval blanc et c'est ainsi qu'il arriva à Luoyang. D'où l'édification du monastère du Cheval blanc.

#### L'arrivée du Sūtra en quarante-deux sections
La délégation envoyée par ordre de l'empereur et composée de 18 personnes, selon le Meou Tseu, aurait ramené le Sūtra en quarante-deux sections en 67 depuis l'empire kouchan. Ils seraient arrivés aussi avec les deux moines , Kasyapa Matanga (en) et Dharmaratna (en) (ou Moton / Jiāshè Móténg 迦葉摩騰 et Chufarlan /Zhú Fǎlán 竺法蘭). Ces moines sont décrits dans le Wu shu (chroniques historiques du royaume de Wu) comme les traducteurs du sutra . Les premières images de Bouddha apparaissent dans l'empire koushan, au début de notre ère, d'abord au Gandhara autour de Peshawar (au Pakistan actuel et peut-être dans les régions voisines en Afghanistan. Des images bouddhiques étaient répandues aussi en Inde, comme à Sanchi et Mathura au Ier siècle. À Luoyang on éleva un monastère, le Temple du Cheval blanc (Báimǎsì 白馬寺), premier temple bouddhiste en Chine. Il fut décoré de peintures de cavaliers « qui faisaient trois fois le tour d'un stupa.» De plus on fit des statues du Buddha qui furent placées dans le palais et une autre fut placée sur le mausolée que l'empereur s'était fait construire.
Le Sūtra en quarante-deux sections 《四十二章經》 se compose de quarante-deux citations bouddhiques. C'est plutôt un manuel destiné à un public large. Premier texte bouddhique parvenu en Chine selon la tradition, il est composé de sections tirées des grands textes.

#### La première communauté bouddhique attestée
Le prince Liu Ying, demi-frère de l'empereur Mingdi avait donc été nommé duc de Tch'ou  (Xu), puis roi, en 52. Après l'épisode qui est évoqué ci-dessous il fut contraint au suicide. On lui avait reproché d'avoir participé à un complot contre l'État, bien que l'empereur ait essayé de protéger son demi-frère jusqu'en 65. Entre temps il aurait mené une vie de plaisir puis se serait converti à « un taoïsme teinté de bouddhisme ». 
L'édit de l'empereur qui atteste dans ce texte politique le premier Bouddhisme en Chine fait allusion à une affaire dans laquelle le roi Ying était mêlé. Celui-ci, estimant qu'il avait quelque chose à se faire pardonner (il sera accusé de crime contre l'État et sera acculé au suicide), envoie en l'an 65 à la cour impériale une « rançon » de 30 pièces de soie jaune et blanche, un présent de valeur. L'édit impérial témoigne de son acceptation par l'empereur. Il énonce que Ying a passé trois mois de purifications et à pratiquer le jeûne et les offrandes en l'honneur du Bouddha. Puis, le roi de Xu ayant récité des « formules secrètes » et ayant exécuté des offrandes pleines d'humanité au Bouddha, l'empereur reconnait la valeur de l'attention de son demi-frère « au dieu, ou aux dieux » [ambigüité du chinois qui ignore le pluriel] rend à Ying la rançon pour l'entretien des disciples laïques du Bouddha ainsi que les moines ou les ascètes bouddhistes. On voit donc apparaître, pour la première fois, dans ce texte politique, des termes qui désignent le Bouddha et ses adeptes, une communauté, termes translittérés à partir du sanscrit dans ce décret d'amnistie.
Le décret mentionne aussi le fait que Liu Ying s'était mis à aimer « Huáng-Lǎo » (Huángdì, l'Empereur Jaune - Lao Tseu), expression qui désigne Lao Tseu divinisé. Ce Huang-Lao allait devenir la divinité principale pour la secte des Turbans jaunes et pour l'empereur, 20 ans avant le soulèvement de la secte en 184. Mais Huang-Lao est, au Ier siècle, souvent associé au Bouddha. Le Bouddhisme apparaissant alors aux chinois comme une secte taoïste, une façon d'atteindre l'immortalité.
Le bouddhisme est donc bien attesté avec le taoïsme religieux entre 52 et 71, au cours du règne de Liu Ying à Pengcheng (Xuzhou). Mais comme le suggère Henri Maspero le Bouddhisme circulait déjà et le prince a, probablement, fait venir à sa cour des religieux qui étaient déjà là pour le service de certains étrangers en déplacement dans son royaume ou dans l'empire.

## Les sculptures du Kong Wang Shan et l'évangélisation de la Chine par Thomas

### Propositions
(février 2021).
Les historiens et les archéologues[[|lesquels?]] ont déterminé que cette frise de 25 mètres de longça n'est pas une frise et l'ensemble ne s'étend pas sur 25 m comporte deux familles distinctes et bien discernables de gravures : un groupe de 115 personnages  datés d'environ 69, et un autre groupe moins marqué mais de même importance numérique de style bouddhique chinois qui a été gravé postérieurement à 311 et qui encadre le premier groupenombre impossible puisqu'en tout il n'y a que 105 figures (Martin Rhie, 1999, p. 29), alors qu'en 1983 Danielle et Vadime Elisseeff, p. 155, en évoquaient 110..
Selon les historienslesquels?, la famille de gravures datées d'environ 69, se rapporterait à la création d'un mouvement religieux, créé à l'initiative du prince Liu Ying demi-frère de l'empereur Han Mingdi. Cette création serait intervenue à la suite de la venue de deux missionnaires que le prince Ying serait allé chercher en Afghanistan ou en Inde. La frise est qualifiée de pré-taoïste et le mouvement religieux créé par le prince Ying pourrait s'être prolongé et avoir notamment participé à la révolte des turbans jaunes de la secte taoïste Taiping (« grande paix ») de Zhang Jiao, au printemps de l'an 184. Ces deux missionnaires sont traditionnellement considérés comme ayant emmené le Bouddhisme en Chine. 
La première campagne archéologique chinoise (1980-1981) a daté la frise de la deuxième moitié du Ier siècle. Elle a aussi identifié certains personnages comme étant chinois — dont une grande foule chinoise d'hommes, de femmes et d'enfants, au centre de la frise —. D'autres personnages ont été identifiés comme étant Yué-tché ou provenant de l'Ouest de la Chine, ce qui à l'époque correspond aux parthes[source insuffisante]. La technique de sculpture semble unique en Chine, sans descendant ni ascendant connus[[|arguments nécessaires]]. Malgré l'usure, des témoignages d'une dimension cultuelle à l'égard des personnages principaux a pu être mis en évidence (notamment, la présence de cupules sculptées pour brûler l'encens).
Une seconde campagne archéologique chinoise (2010), appuyées sur les informations contenues dans les Chroniques chinoises a permis de préciser ces premières indications. La frise a été gravée à la demande du prince Liu Ying demi-frère de l'empereur Han Mingdi et vice-roi de la province. L'identification comme une frise bouddhiste faite initialement a été abandonnée. Elle est alors qualifiée de pré-taoiste, sans exclure l'identification chrétienne proposée par Pierre Perrier, mais sans toutefois adopter son point de vue. La majorité des chercheurs chinois pensent toujours que cette frise représente l'arrivée du Bouddhisme en Chine.
De nombreuses sources font état de l'évangélisation de la Chine par l'apôtre Thomas. Les plus anciennes sont issues de la liturgie en syriaque (un dialecte de l'araméen), comme deux antiennes qui selon les spécialistes datent de l'époque où se constitua l'office de l'Église de l'Orient et le chant liturgique, sous le pontificat du Catholicos Isu Jabu III (647-657). La Didascalie d'Addaï écrite au VIIe ou VIIIe siècle refléterait aussi une tradition assez ancienne. Par la suite, Francis-Xavier et Gaspar da Cruz (XVIe siècle) rapportent cette tradition en disant la tenir respectivement d'un évêque grec (probablement syriaque ou arménien) et d'un évêque arménien. De même, Nicolas Trigault (XVIe – XVIIe siècle) rapporte les propos « d'un arménien », sans plus de précision. Pour Don Régis Moreau, ces traditions orales, émises dans des contrées où la transmission orale est beaucoup plus habituelle qu'en occident, « sont en fait d'une assez grande précision. »
Pierre Perrier a émis l'hypothèse qu'il pourrait s'agir d'une mission de l'apôtre Thomas, dont de nombreuses sourceslesquelles ? indiquent qu'il a évangélisé la Chine, avant de revenir en Inde, où il a été exécuté vers 72. 
Cette proposition, quoique émise depuis 2013, n'a toujours pas été examinée en 2021 de façon critique par d'autres chercheurs. Daniel H Bays invite à rester extrêmement prudent à son sujet jusqu'à ce que des chercheurs traditionnels s'impliquent dans cette question, car la preuve décisive avancée par Pierre Perrier « ne semble pas claire du tout ».
Pour Perrier, le Fô ne désigne pas le Bouddhisme, mais le christianisme. Il fait valoir, sans apporter la moindre preuve, qu'il est peu probable que les missionnaires soient arrivés d’Afghanistan, car selon les sources chinoises la frontière était alors fermée à cause de la guerre prolongé avec les Yuezhi. Pour lui, il est plus probable que les deux missionnaires soient arrivés par bateau, Lianyungang étant à l'époque le plus grand port de Chine. L'arrivée des effigies et des citations bouddhiques constituant le Sūtra aurait été apportées par d'autres missionnaires. C'est de cette mission que relèverait le deuxième groupe de gravures de style bouddhique chinois, qui encadre le premier groupe. Pour lui, les missionnaires sont Thomas accompagné d'un chrétien qui servait d'interprète. 
Selon Perrier associé à des chercheurs chinoislesquels ?, en 64, Thomas évangélisant l'Inde jusque-là, serait parti par bateau pour la Chine, appelé par l'empereur Mingdi. Arrivé en Chine, Thomas aurait fondé plusieurs églises, dans le port de Lianyungang ainsi qu'à Luoyang, la capitale. La falaise sculptée de Kong Wang Shan à Lianyungang, contemporaine de sa prédication (vers la fin des 60s et le début des 70s) comporte 105 personnages sur 15 mètres de long et permet de reconstituer les circonstances de sa prédication. Pierre Perrier se fonde aussi sur une littérature chinoise qu'il qualifie d'abondante. Il identifie plus d'une vingtaine de signes judéo-chrétiens dans la fresque et souligne qu'il n'y a aucun symbole que l'on peut rattacher à la vision romaine, mais que les représentations renvoient à la société parthe. Pour lui, plusieurs scènes représentées sur la fresque, évoquent des épisodes de la vie de Jésus. Il voit dans la femme qui tient un petit bébé dans les bras, dans une scène qui chapeaute toute la fresque, une représentation de la nativité. Une scène centrale de la fresque représente selon lui, la mise au tombeau de Jésus. Certains personnages sont représentés avec ce qui ressemble à une auréole autour de la tête. Thomas serait ensuite reparti dans le sud de l'Inde. Pierre Perrier souligne qu'à l'exception de cette prédication en Chine où Thomas a bénéficié de l'aide d'un traducteur qui s'était converti, la carte de la prédication chrétienne au Ier siècle en Asie, correspond aux régions où l'on parlait araméen. Il estime que le centre de l'organisation de cette prédication se trouvait dans la région de Ninive.

### Critique de cette méthode
Ce travail récent, fondé sur des éléments inconnus des spécialistes jusqu'à sa rédaction n'a eu aucun écho dans le milieu scientifique depuis sa publication en 2013 jusqu'en 2020. Cette non réaction du corps scientifique suggère un problème majeur. Dans son cours du 13 décembre 2018 au Collège de France, Anne Cheng qualifie la théorie de Pierre Perrier de spéculation fantaisiste. 
Pour clarifier la méthode de cet auteur prenons un exemple édifiant. Pierre Perrier, a en effet une singulière méthode pour construire son propos. Ainsi, pour accréditer la thèse que c'est, selon lui, Jésus (et non pas Bouddha) qui est apparu en songe à l'Empereur Mingdi, cet auteur présente une version pour le moins innovante du texte chinois. Toutes les premières versions de ce texte ont été traduites par Henri Maspéro dans "Le songe et l'ambassade de l'empereur Ming. Etude critique des sources" (en 1910). Aucune de ces traductions ne contient les mots "homme blond", "il avait près de deux mètres" et "à la peau claire". Or ce sont ces trois mentions qui permettent à Pierre Perrier d'écrire (page 42) dans "Thomas fonde l'Eglise en Chine", que "cet homme grand, aux cheveux blonds ou châtains et à la peau claire ne peut être a priori un Chinois, ni un Indien". Perrier en déduit (page 101) que "la description que l'empereur Han Mingdi a donnée de lui [le personnage vu en songe] recouvre les sémites du Nord, d'un blond châtain, à la peau hâlé (sic), de taille plutôt grande..." Il en conclut que ce ne peut être que Jésus Christ. Cet auteur a donc falsifié un texte ancien chinois, dont il dit lui-même que c'est une pièce capitale (page 96). Cette méthode qui falsifie les textes de référence pour les plier à ses propres idées montre, pour le moins, le caractère fantaisiste et irrecevable de telles spéculations.